# Ruige zegge
De ruige zegge (Carex hirta) is een overblijvend kruid dat behoort tot de cypergrassenfamilie (Cyperaceae). De ruige zegge komt van nature voor in de Kaukasus, Noordwest-Afrika en Europa en is van daaruit verspreid naar Noord-Amerika. De ruige zegge staat op de Nederlandse Rode Lijst van planten als algemeen voorkomend en stabiel of toegenomen. Het aantal chromosomen 2n = 112.
De plant wordt 30-50 cm hoog, heeft een stomp driekantige stengel en vormt lange wortelstokken. De bladeren zijn 4-6 mm breed en heeft een dicht afstaand behaarde bladschede. De bladschijf heeft aan de voet, bij de overgang naar de bladschede, lange haren. Aan de voet van de aar zit een cladoprofyllum.
De ruige zegge bloeit in mei en juni, maar bloeit soms ook nog later in het jaar. De vruchtbeginsels hebben drie stempels. Er zijn één tot drie mannelijke aren. De urntjes zijn 6-7 mm lang en dicht behaard. Het urntje is versmald in een lange snavel. Het urntje is een soort schutblaadje dat geheel om de vrucht zit. De steel van de aar wordt omgeven door een klein tuitvormig, vliezig schutblad, cladoprofyllum genoemd. Het nootje in het urntje is driekantig.
De plant komt voor op droge tot natte, voedselrijke grond.

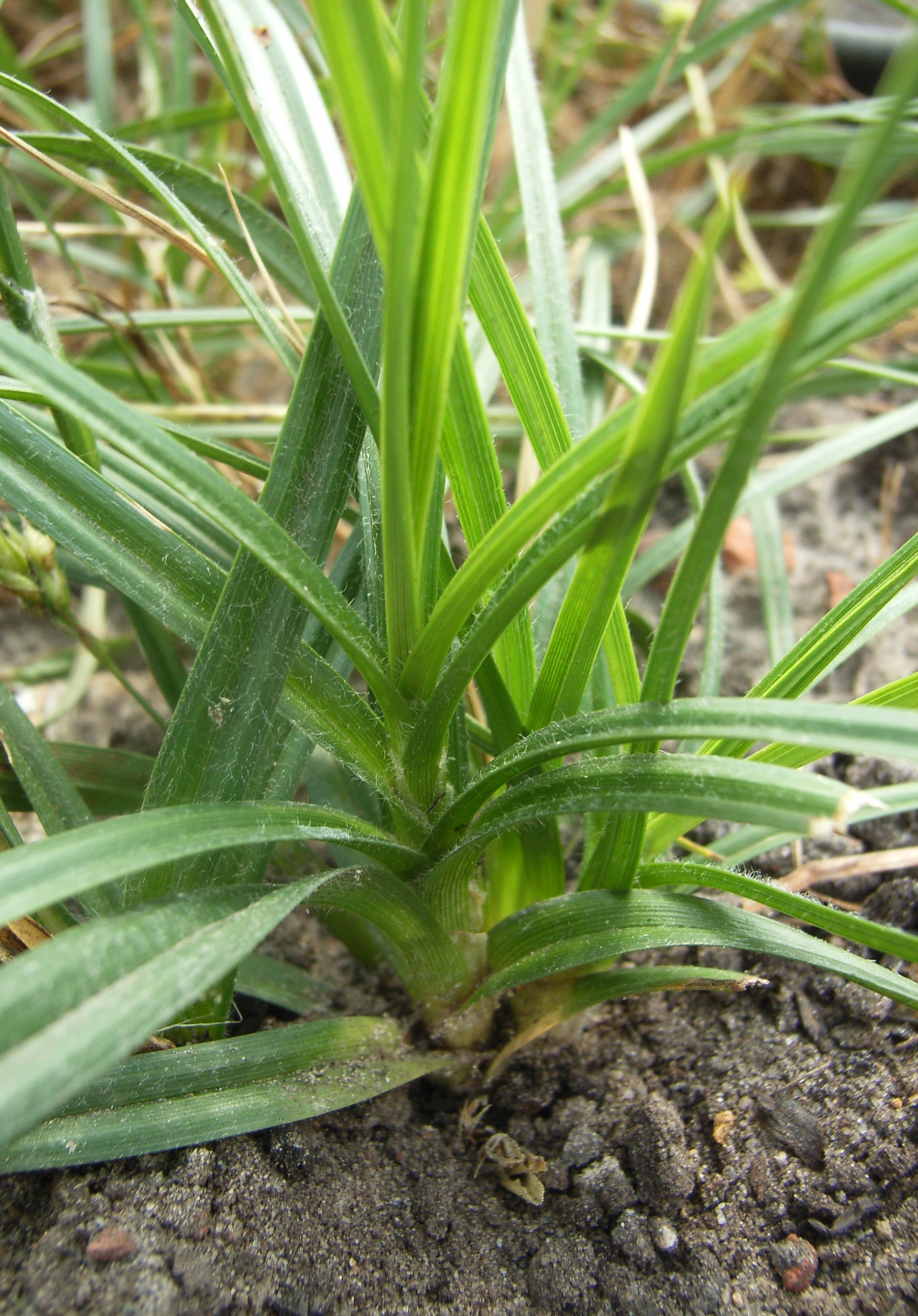
scheut
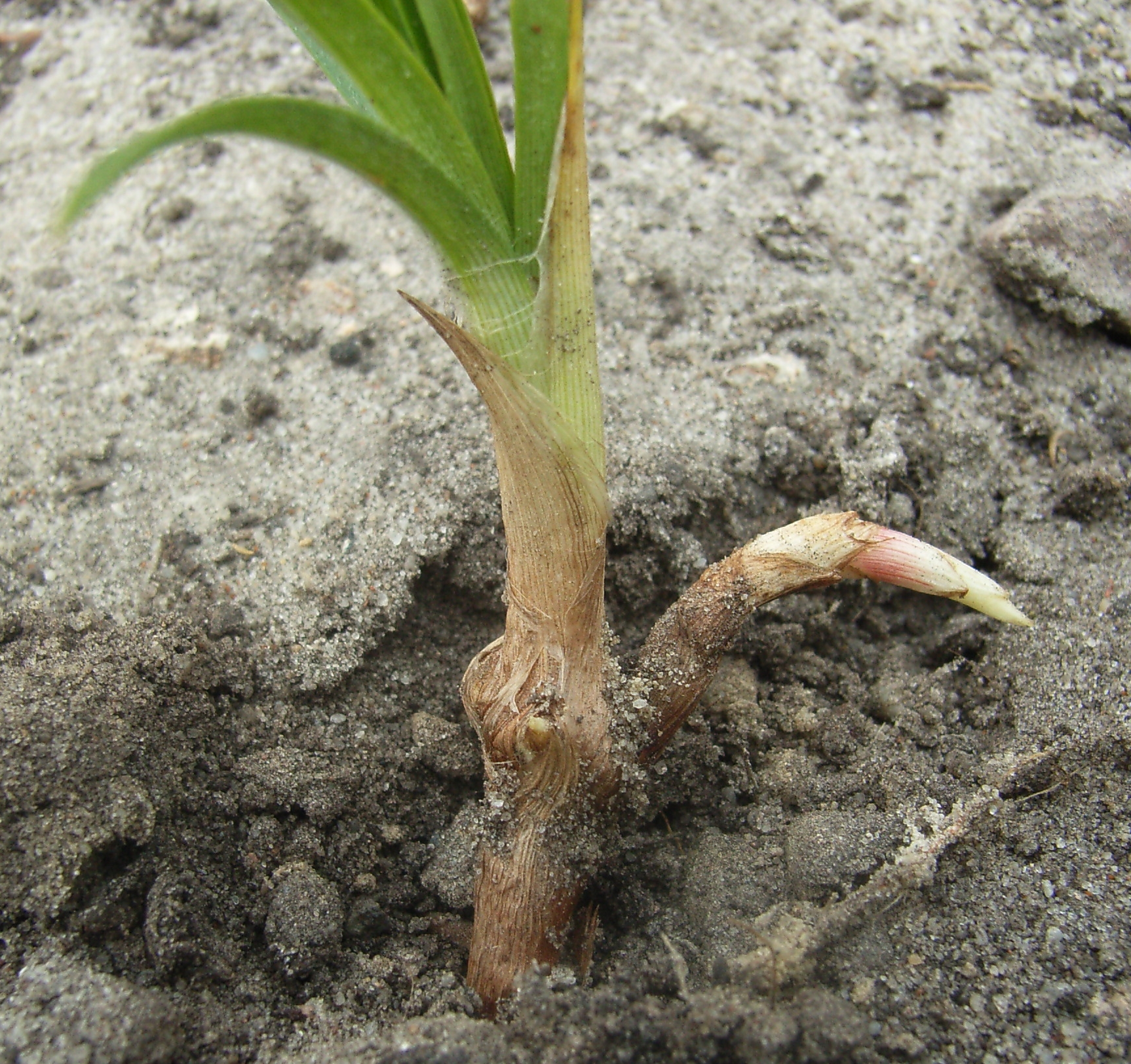
Wortelstok
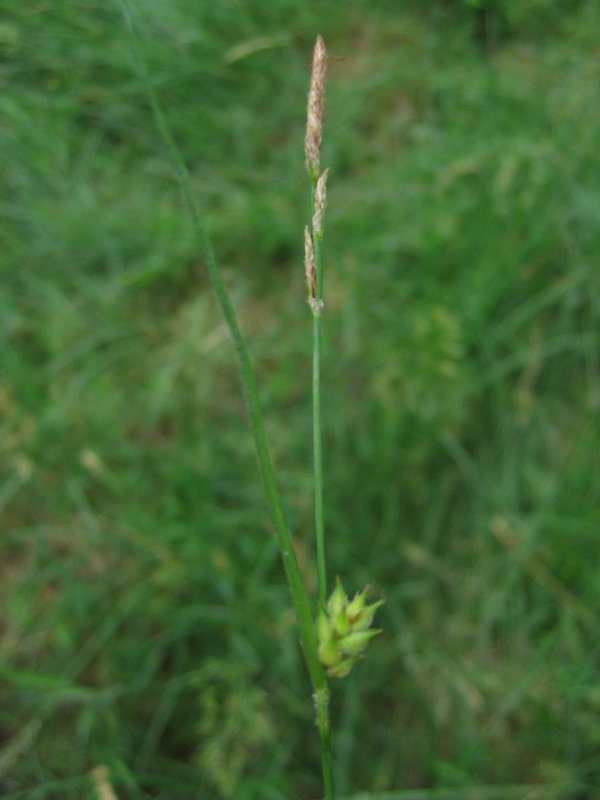
Mannelijke aren bovenaan
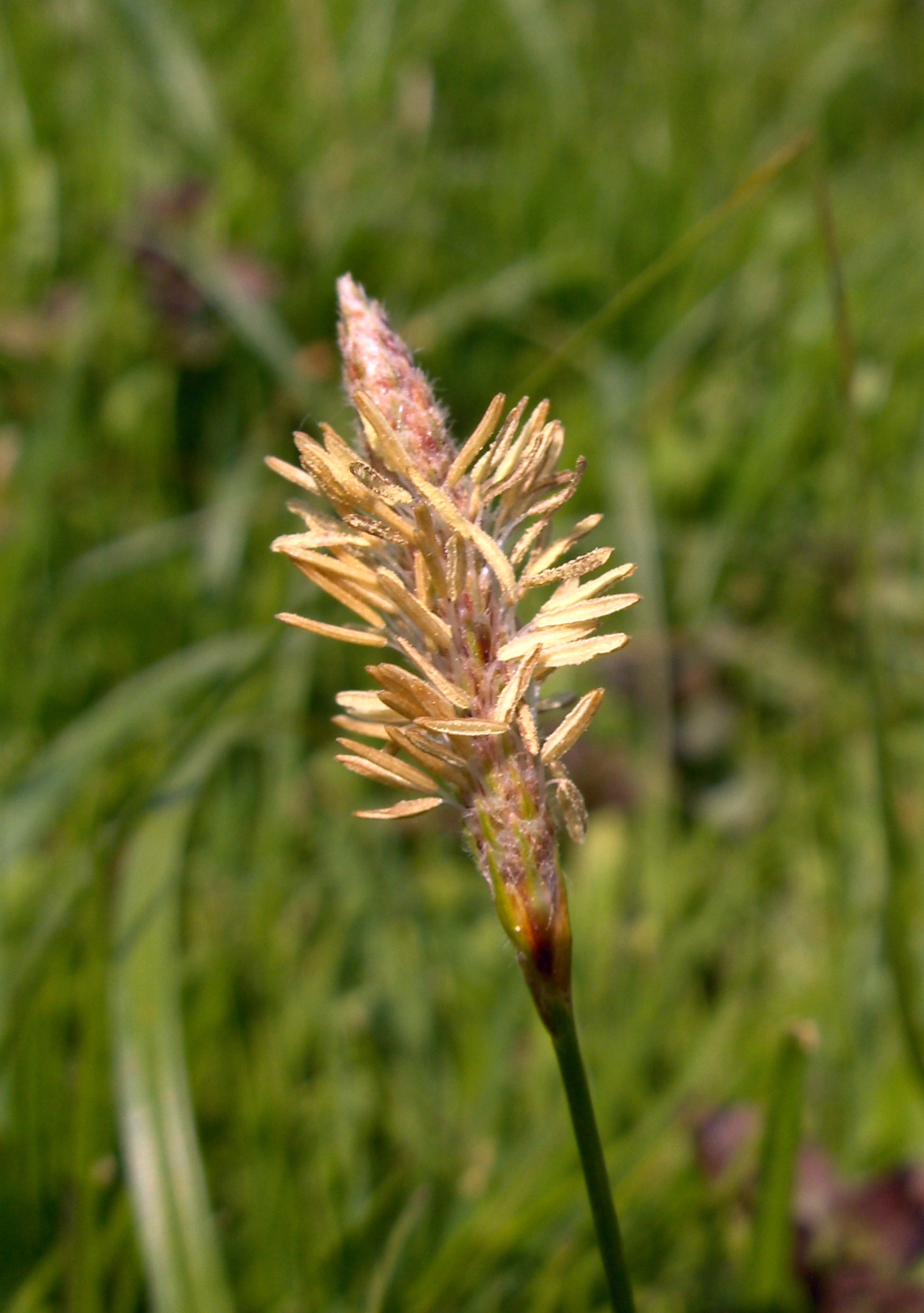
Bloeiende mannelijke aar
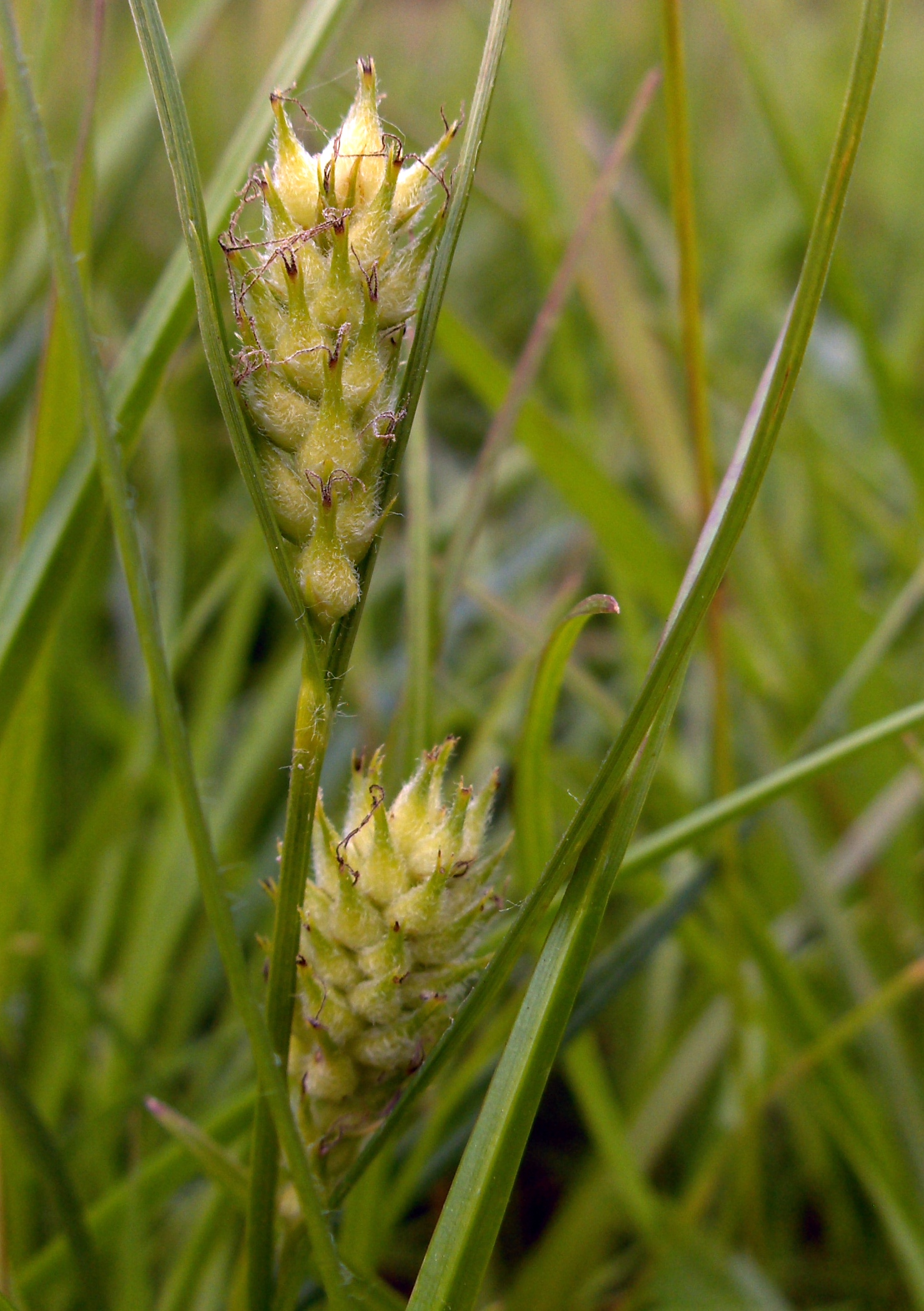
Urntjes vrouwelijke aren
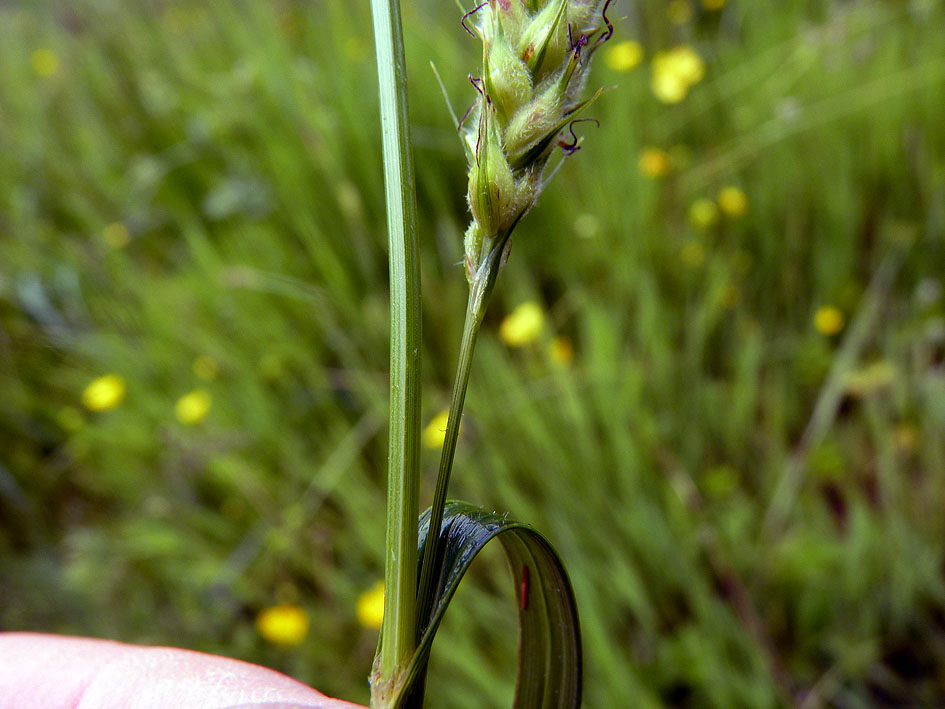
Vrouwelijke aar met cladoprofyllum